# Captain Jack (formație)
Captain Jack a fost o formație germană de Eurodance formată în  orașul Darmstadt. Formatia este cunoscută pentru single-ul "Captain Jack" care a ajuns în top 10 în multe țări din Europa.

## 1995-1996: Început de carieră
Componența formației era la început formată din Sharky Durban și Liza da Costa. Aceștia au înregistrat piesele "Dam Dam Dam" și "Captain Jack". Cea din urmă se regăsește pe albumul "The Mission".

## 1996-1998: Albumele The Mission și Operation the Dance
Sharky pleacă și este înlocuit de către  Francisco Gutierrez alias Franky Gee. Guttierrez era un fost soldat al armatei SUA care a ales să se stabilească în Germania pentru a-și întemeia o carieră în industria muzicală. Datorită trecutului său militar Guttierrez a dorit ca costumele formației să semene cu cele ale soldaților, lucru care s-a și întâmplat.

## 1999-2000: The Captain's Revenge
Liza da Costa a fost înlocuită de către Maria Lucia Lozanes cunoscută și sub numele de Maloy. Sub acest format,  au lansat albumul "The Captain's Revenge" și 3 single-uri: "Dream a Dream", "Get Up" și "Only You".

## 2001-2005:Franky Gee moare
Maloy a fost înlocuit de Ilka Anna Antonia Traue cunoscută și sub numele de Illi Love.
În această formulă au lansat 5 albume: "Top Secret", "partid Warriors", "Cafe Cubar", "Muzica Instructor" și "Capitano". La scurt timp după, Franky a suferit o hemoragie cerebrală în timp ce se afla cu fiul său în Spania pe data de 17 octombrie 2005. După cinci zile de comă, acesta moare sâmbătă 22 octombrie 2005 la vârsta de 43 de ani.

## 2008-2009: Reunirea. Captain Jack se întoarce
Captain Jack a fost reînviat în vara anului 2008 de către Bruce Lacy și Jamie Lee. Aceștia au lansat 3 single-uri: "Turkish Bazar",  "Push It Up","We Will Rock You".

## 2010-2012:"Înapoi în ringul de dans"
În 2010 Laura Martin se alătura trupei înlocuind-o pe Jamie Lee. În această formulă au lansat albumul  "Back to ringul de dans". Albumul a fost urmat de 3 single-uri: "Crank It Up / Deutschland SCHIESS ein Tor", "People Like to Party", "How Does It Feel". În 2012 Laura părăsește formația pentru a se concentra pe cariera solo.